# Max Apt
Max Apt (Groß Strehlitz, Szilézia, ma Strzelce Opolskie, Lengyelország, 1869. június 16. – Nyugat-Berlin, 1957. december 16.) német üzleti jogász.

## Élete
Apja Solomon Apt, anyja Henriette Stern volt. Boroszlóban, Lipcsében és Berlinben tanult jogot, doktorátusát 1891-ben Freiburg im Breisgauban szerezte. Berlinben kezdett praktizálni mint ügyvéd. 1893-ban társalapítója volt a Centralvereins deutscher Staatsbürger jüdischen Glaubens-nek (Német zsidó hitű polgárok központi szövetsége). 1894-ben álnéven egy füzetet publikált, amelyben a német rendfenntartó erők antiszemita sértésekkel szembeni fellépésének hiányáról írt. 1903-ban a Korporation der Kaufmannschaft Berlin (Berlini Kereskedők Egyesülete) első szindikusává nevezték ki. Az1906-ban megalapított  Handelshochschule Berlin egyik társalapítója, később kurátora volt. A Deutsche Wirtschaftszeitung társalapítója és szerkesztője volt, cikkeket írt a Die Deutsche Reichslegislation számára is. A Deutsche Demokratische Partei (Német Demokrata Párt) és a B’nai B’rith zsidó egyesület tagja volt. 1938-ban, a náci korszakban a berlini zsidó közösséget képviselte az Eviani konferencián. 1939-ben Nagy-Britanniába emigrált, csak 1954-ben tért vissza Berlinbe, s önkéntes alapon tevékenykedett a megtizedelt zsidó közösségért.

## Válogatott munkái
- Die Pflicht zur Urkunden-Edition in dogmengeschichtlicher Entwicklung. Berlin, Max Hochsprung, 1892
- Antisemitismus und Strafrechtspflege. Zur Auslegung und Anwendung der §§ 130, 166, 185, 193, 36011 Straf-Gesetz-Buch in höchstrichterlicher und erstinstanzlicher Praxis, Maximilian Parmot álnéven, Berlin, 1894
- Der Krieg und die Weltmachtstellung des Deutschen Reiches. Leipzig, Hirzel, 1914
- Die preußische Landesgesetzgebung – Sammlung von Textausgaben. Buchhandlung des Waisenhauses, Halle/S. u. Berlin 1933–1935. 14 kötetben, mint szerkesztő működött közre
- Konstruktive Auswanderungspolitik : ein Beitrag zur jüdischen Überseekolonisation. Berlin, Philo-Verlag, 1936

## Fordítás
- Ez a szócikk részben vagy egészben  a   Max Apt című német Wikipédia-szócikk ezen változatának fordításán alapul.  Az eredeti cikk szerkesztőit annak laptörténete sorolja fel. Ez a jelzés csupán a megfogalmazás eredetét és a szerzői jogokat jelzi, nem szolgál a cikkben szereplő információk forrásmegjelöléseként.